# Френсіс Бутт
Френсіс Бутт (англ. Francis Boott, 1792–1863) — британсько-американський ботанік, лікар, доктор медицини.

## Біографія
Френсіс Бутт народився у Бостоні 26 квітня 1792 року.
Він вступив до Гарвардського коледжу у 1806 році, здобувши ступінь бакалавра у 1810. Через рік у віці 19 років Бутт вирушив до Англії. Після повернення в Бостон у 1814 році Френсіс Бутт почав збирати рослини Нової Англії. У 1816 році він входив до групи, яка провела ботанічні дослідження гір Нової Англії.
У 1820 році Бутт повернувся до Англії і зайнявся вивченням медицини, спочатку у Лондоні під керівництвом доктора Армстронга, а потім в Единбургу, де він здобув ступінь доктора медицини у 1824 році. Він займався медичною практикою в Лондоні протягом ряду років, а також читав лекції з ботаніки і проводив свої власні наукові дослідження.
Він залишив лікарську практику у 1828 році, і присвятив тридцять п'ять років свого життя своїм літературним та науковим уподобанням. Ще у 1819 він став членом Лондонського Ліннеївського товариства, а у 1832–1839 роках він обіймав посаду секретаря цього товариства. У листопаді 1856 він був призначений скарбником Ліннеївського товариства і подав у відставку у травні 1861. Усі його ботанічні роботи були повністю присвячені вивченню великого роду Carex.
У 1833–1834 роках була опублікована його роботаMemoir of the Life and Medical Opinions of John Armstrong, M.D. У 1858–1862 роках були опубліковані три томи його роботи Illustrations of the Genus Carex. Четвертий том цієї роботи був опублікований його сім'єю після його смерті.
Френсіс Бутт помер 25 грудня 1863 року у Лондоні.

## Наукова діяльність
Френсіс Бутт спеціалізувався на папоротевидних і на насіннєвих рослинах.

## Наукові роботи
- Memoir of the Life and Medical Opinions of John Armstrong, M.D. 1833–1834[3].
- Illustrations of the Genus Carex. 3 volumes, 1858–1862; fourth volume was published after his death[3].